# لایسنیا کواراسه
لایسنیا کواراسه (انگلیسی: Laisenia Qarase؛ زادهٔ ۴ فوریهٔ ۱۹۴۱ – درگذشته ۲۱ آوریل ۲۰۲۰) یک سیاست‌مدار اهل فیجی بود. وی دو دوره در سال‌های ۲۰۰۰–۲۰۰۱، و از ۲۰۰۱–۲۰۰۶ نخست‌وزیر فیجی بود.
لایسنیا کواراسه در ۲۱ آوریل ۲۰۲۰، در سن ۷۹ سالگی درگذشت.